# Heinz Lechner
Heinrich (Heinz) Lebrecht Sebastian Lechner (geb. 26. April 1928 in Innsbruck; gest. 4. November 2020 ebenda) war ein österreichischer Anwalt und Strafverteidiger sowie österreichischer Staatsmeister, Olympiateilnehmer und Weltmeisterschaftsteilnehmer im Fechten.

## Leben
Heinz Lechner wurde in Innsbruck als Sohn des Lebrecht und der Maria Lechner geb. Engl geboren, besuchte dort das Gymnasium und absolvierte anschließend an der Leopold-Franzens-Universität Innsbruck ein Studium der Rechtswissenschaft, das er mit der Promotion abschloss.
Heinz Lechner war in jungen Jahren ein erfolgreicher Fechtsportler und Mitglied des Innsbrucker Turnvereins.
1947 und 1948 war er österreichischer Staatsmeister im Säbel (Mannschaft), österreichischer Staatsmeister im Florett (Mannschaft), österreichischer Vizestaatsmeister im Säbel (Einzel) und erreichte bei den Olympischen Spielen 1948 in London das Viertelfinale (3. Rang) im Säbel (Mannschaft); im Säbel (Einzel) schied er bei den Olympischen Spielen 1948 in London aus.
1949 war er österreichischer Vizestaatsmeister im Säbel (Einzel), 1951 österreichischer Staatsmeister im Säbel (Einzel), österreichischer Staatsmeister im Säbel (Mannschaft) und erreichte bei der 7. Fechtweltmeisterschaft 1952 in Stockholm den 6. Platz im Säbel (Einzel). 1952 erreichte er den 5. Platz im Säbel (Mannschaft) sowie den 8. Platz im Säbel (Einzel) bei den XV. Olympischen Sommerspielen in Helsinki. 1953 war er erneut österreichischer Staatsmeister im Säbel (Mannschaft) und erreichte den 8. Platz im Säbel (Einzel) bei der 9. Fechtweltmeisterschaft in Brüssel. 1954 und 1955 war er österreichischer Staatsmeister im Säbel (Einzel), 1956 und 1957 nochmals österreichischer Staatsmeister im Säbel (Mannschaft). Danach beendete er seine sportliche Karriere und arbeitete in Innsbruck als Rechtsanwalt und Strafverteidiger.